# Cazenus neomexicanus
Cazenus neomexicanus är en insektsart som beskrevs av Leonard D. Tuthill 1930. Cazenus neomexicanus ingår i släktet Cazenus och familjen dvärgstritar. Inga underarter finns listade i Catalogue of Life.